# 姆瓦姆布扎四世
姆瓦姆布扎四世（法語：Mwambutsa IV Bangiricenge，1912年—1977年3月26日），又译烏隆蒂四世，是布隆迪国王，出生于德意志帝国统治下的布隆迪，1915年接替父亲穆塔加四世成为国王，在位期间见证了比利时对布隆迪的接管，以及该国脱离比利时独立建国，1966年为军人米歇尔·米孔贝罗推翻，从此流亡海外，直到1977年在瑞士逝世。

## 早年生涯
姆瓦姆布扎四世幼名班吉里森熱（Bangiricenge），1912年前后生于德意志帝国统治下的布隆迪穆拉姆維亞，是布隆迪君主穆塔加四世與王后恩热扎哈约（Ngenzahayo）之子，1915年12月16日，其父穆塔加四世驾崩，班吉里森熱继位並取得姆瓦姆布扎称号，因其年幼，由祖母丽丽库姆蒂玛出任摄政，並接受王室传统教育。1916年，东非战役期间，比利时取代德国占领布隆迪。1925年，在比利时殖民政府的批准下，布隆迪王室成立了完整的摄政委员会，同年，殖民政府在穆拉姆維亞开设小學，姆瓦姆布扎前往就读，1927年，天主教会也在当地开设传教点，传教士试图令姆瓦姆布扎皈依天主教，但他在学校表现一般，也没有表现出皈依之心:199。

## 青年国王
1929年8月28日，摄政委员会宣布姆瓦姆布扎可以亲政，1930年12月24日，他迎娶出身圖西族的天主教徒泰蕾塞·坎永加（Thérèse Kanyonga）为王后:199，婚后两人育有路易·鲁瓦加索尔王子:251、罗莎·保拉·伊丽巴吉扎公主及坎扬热公主一子二女，1946年7月13日，姆瓦姆布扎又迎娶巴兰帕拉耶（Baramparaye），并于1947年生下了未来的国王恩塔雷五世，由于比利时的殖民统治，姆瓦姆布扎四世并没有很多的政治实权，其本人也对政治冷感:229，但其长子路易·鲁瓦加索尔却积极投身民族独立运动，组建了民族进步统一党，带领人民对抗殖民政府，迫于情势的比利时於1961年承认布隆迪拥有内部自治权，鲁瓦加索尔也成为自治政府的首相，但就任两周后便遭到比利时雇佣的刺客杀害。然而，鲁瓦加索尔之死却引发了布隆迪民众的进一步反抗，比利时政府最终於1962年7月1日承认了布隆迪的独立:913。

## 独立君主
布隆迪於1962年独立后，姆瓦姆布扎成为独立的布隆迪王国的国王，但国内局势并没有随着独立国家的成立而走向稳定，民族进步统一党內亲西方的胡圖族人士保罗·米雷雷卡諾领导的“蒙罗维亚派”與亲东方的首相、圖西族人士安德烈·穆希尔瓦领导的“卡萨布兰卡派”倾轧不断，1963年穆希尔瓦辞职後，姆瓦姆布扎加强了自己的权威，出于对共产主义的反感，1965年，胡圖族政治人物皮埃尔·恩根丹杜姆韋获国王任命为首相，卡萨布兰卡派的领导人对此事态发展感到意外，便与卢旺达的圖西族难民合谋刺杀了恩根丹杜姆韋:387–388, 395:63，姆瓦姆布扎随后下令逮捕了几名卢旺达人以及卡萨布兰卡派的政治家:212-213，但對他们的指控最终撤销，此举引发了胡圖族人士的不满，也导致布隆迪與卢旺达关系恶化:113-114，同年5月該國舉行第一次議會選舉，這兩次政治事件造成布隆迪政局不穩，一些胡圖族軍官於1965年領導了一次政變。雖然政變最後以失敗告終，但國王姆瓦姆布扎四世仍被迫流亡海外，僅能透過仍然忠於他的政府繼續行使權力。

## 流亡與逝世
在1965年政变後，姆瓦姆布扎四世被迫流亡瑞士，並於1966年3月24日將權力傳給了他的兒子，時年18歲的王儲夏爾·恩迪澤耶。然而，姆瓦姆布扎試圖平衡政府中胡圖族與圖西族勢力的行為也招致了圖西族的不滿。圖西族人士認為國王的這種溫和傾向十分危險，因而於1966年7月發動了政變，親姆瓦姆布扎的利奧波德·比哈首相被推翻，米歇爾·米孔貝羅上尉控制了实权:419-421，並最终于同年11月废黜了恩塔雷五世，建立布隆迪共和國，而姆瓦姆布扎后来再也没有回到布隆迪，1977年，他在瑞士逝世，並安葬在瑞士。
姆瓦姆布扎四世的幼子恩塔雷五世在失去王位後逃往國外，後於1972年自烏干達回國後不久遭暗殺身亡:73。而他的长女罗莎·保拉·伊丽巴吉扎则在布隆迪共和国成立后出任国会议员。